# Большой Кулянур (Кикнурский район)
Большой Кулянур (сев.-зап. мар. Кугу Колянөр) — деревня в Кикнурском районе Кировской области.

## География
Находится на расстоянии примерно 3 км по прямой на запад от райцентра поселка  Кикнур.

## История
Известна с 1748 года как деревня Кулянур с населением 30 душ мужского пола из черемис новокрещеных. В 1873 году в деревне (уже Большой Кулянур) отмечено дворов 39 и жителей 220, в 1905 63 и 350, в 1926 100 и 438 (266 мари), в 1950 41 и 137, в 1989 оставалось 64 жителя. С 2014 по январь 2020 года входила в Кикнурское сельское поселение до его упразднения. В период 2006-2014 годов входила в Ваштрангское сельское поселение.

## Население
Постоянное население  составляло 58 человек (русские 38%, мари 62%) в 2002 году, 17 в 2010.